# Cvito Fisković
Cvito Fisković (Orebić, 24. prosinca 1908. – Split, 13. srpnja 1996.), hrvatski povjesničar umjetnosti i konzervator.
Potječe iz pelješke pomorske obitelji poznate od 15. stoljeća i prožete kulturnom tradicijom. Gimnaziju je pohađao u Dubrovniku.
Diplomirao je povijest umjetnosti i arheologiju na Filozofskom fakultetu u Zagrebu 1933. Potom je 1935. radio kao nastavnik, a godinu poslije i kao ravnatelj Građanske škole u Orebićima, profesor Biskupskog sjemeništa. Bio je kustos Arheološkog muzeja u Splitu, direktor Konzervatorskog zavoda za Dalmaciju i voditelj Historijskog instituta JAZU u Dubrovniku.
Godine 1938. doktorirao je tezom o korčulanskoj katedrali na zagrebačkom Filozofskom fakultetu u A. Schneidera. Godine 1942. povlači se na Pelješac ne odazvavši se imenovanju za docenta na zagrebačkom Sveučilištu, pristupa antifašističkom pokretu. Već 1943. sudjeluje pri organiziranju Prve konferencije kulturnih radnika na Hvaru, sastavlja proglase o nuždi očuvanja nacionalne baštine ugrožene u Drugom svjetskom ratu, a nakon rata osniva službu obnove i zaštite spomenika.
Razvio je i unaprijedio službu zaštite spomenika kulture u Dalmaciji. Proučavao je umjetnost i kulturnu povijest. Objavio je knjige, rasprave i članke, a bio je i urednik brojnih stručnih i znanstvenih časopisa.
Dobitnik je nekolicine značajnih priznanja i nagrada: Nagrada AVNOJ-a (1977.), Nagrade za životno djelo SRH (1970.), Nagrade »Božidar Adžija« za znanstveni rad (1961., 1968.), Povelje UNESCO-a za dugogodišnju suradnju (1976.).

## Djela
- "Prvi poznati dubrovački graditelji",
- "Zadarski sredovječni majstori",
- "Jurij Dalmatinac",
- "Radovan",
- "Hvarska katedrala",
- "Spomenička baština Boke Kotorske".[3]

## Vanjske poveznice
- Fisković, Cvito Hrvatska tehnička enciklopedija, portal hrvatske tehničke baštine. LZMK